# Esqui alpino nos Jogos Olímpicos de Inverno de 2006 - Super-G feminino
A competição de super-G feminino nos Jogos Olímpicos de Inverno de 2006 aconteceu no dia 20 de fevereiro.

## Medalhistas
| Ouro   | AUT Michaela Dorfmeister  |
| Prata  | CRO Janica Kostelić       |
| Bronze | AUT Alexandra Meissnitzer |

## Resultados
| #  | Esquiadora                      | Tempo   | Diferença |
| -- | ------------------------------- | ------- | --------- |
|    | AUT Michaela Dorfmeister        | 1:32.47 | –         |
|    | CRO Janica Kostelić             | 1:32.74 | +0.27     |
|    | AUT Alexandra Meissnitzer       | 1:33.06 | +0.59     |
| 4  | CAN Kelly Vanderbeek            | 1:33.09 | +0.62     |
| 5  | FRA Carole Montillet            | 1:33.31 | +0.84     |
| 6  | SUI Martina Schild              | 1:33.33 | +0.86     |
| 7  | USA Lindsey Kildow              | 1:33.42 | +0.95     |
| 8  | ITA Lucia Recchia               | 1:33.48 | +1.01     |
| 9  | CAN Emily Brydon                | 1:33.50 | +1.03     |
| 9  | GER Petra Haltmayr              | 1:33.50 | +1.03     |
| 11 | USA Julia Mancuso               | 1:33.72 | +1.25     |
| 12 | SWE Anja Pärson                 | 1:33.88 | +1.41     |
| 13 | AUT Andrea Fischbacher          | 1:33.97 | +1.50     |
| 14 | USA Kirsten L. Clark            | 1:33.98 | +1.51     |
| 15 | SUI Sylviane Berthod            | 1:34.00 | +1.53     |
| 16 | GER Martina Ertl                | 1:34.03 | +1.56     |
| 17 | SUI Fränzi Aufdenblatten        | 1:34.10 | +1.63     |
| 18 | SLO Urška Rabič                 | 1:34.12 | +1.65     |
| 19 | GBR Chemmy Alcott               | 1:34.20 | +1.73     |
| 20 | CAN Geneviève Simard            | 1:34.38 | +1.91     |
| 21 | SWE Nike Bent                   | 1:34.41 | +1.94     |
| 22 | SWE Janette Hargin              | 1:34.48 | +2.01     |
| 23 | ISL Dagný L. Kristjánsdóttir    | 1:34.56 | +2.09     |
| 24 | SWE Jessica Lindell-Vikarby     | 1:34.78 | +2.31     |
| 25 | FRA Marie Marchand-Arvier       | 1:34.82 | +2.35     |
| 26 | AUT Renate Götschl              | 1:34.83 | +2.36     |
| 27 | CZE Šárka Záhrobská             | 1:34.98 | +2.51     |
| 28 | USA Libby Ludlow                | 1:35.01 | +2.54     |
| 29 | SLO Petra Robnik                | 1:35.10 | +2.63     |
| 30 | ESP Carolina Ruiz Castillo      | 1:35.20 | +2.73     |
| 31 | ITA Daniela Ceccarelli          | 1:35.26 | +2.79     |
| 32 | FRA Ingrid Jacquemod            | 1:35.28 | +2.81     |
| 33 | LIE Tina Weirather              | 1:35.34 | +2.87     |
| 34 | CAN Sherry Lawrence             | 1:35.47 | +3.00     |
| 35 | SUI Nadia Styger                | 1:35.57 | +3.10     |
| 36 | CZE Lucie Hrstková              | 1:35.62 | +3.15     |
| 37 | ESP María José Rienda Contreras | 1:36.03 | +3.56     |
| 38 | ITA Nadia Fanchini              | 1:36.46 | +3.99     |
| 39 | SLO Tina Maze                   | 1:36.64 | +4.17     |
| 40 | CRO Nika Fleiss                 | 1:36.65 | +4.18     |
| 41 | MON Alexandra Coletti           | 1:37.02 | +4.55     |
| 42 | RUS Olesja Alieva               | 1:37.12 | +4.65     |
| 43 | SCG Jelena Lolović              | 1:37.45 | +4.98     |
| 44 | SVK Soňa Maculová               | 1:37.87 | +5.40     |
| 45 | SLO Ana Drev                    | 1:37.92 | +5.45     |
| 46 | LIB Chirine Njeim               | 1:37.93 | +5.46     |
| 47 | ARG María Belén Simari Birkner  | 1:38.02 | +5.55     |
| 48 | SVK Jana Gantnerová             | 1:38.40 | +5.93     |
| 49 | ESP Leyre Morlans               | 1:38.53 | +6.06     |
| 50 | CHI Macarena Benvenuto          | 1:41.52 | +9.05     |
| 51 | ALG Christelle Laura Douibi     | 1:43.54 | +11.07    |
| –  | ARG Macarena Simari Birkner     | DNS     | –         |
| –  | IRL Kirsten McGarry             | DNS     | –         |
| –  | ITA Elena Fanchini              | DNF     | –         |
| –  | CHI Daniela Anguita             | DNF     | –         |
| –  | SVK Eva Hučková                 | DSQ     | –         |

Legenda
| Recorde mundial      | Recorde mundial (World record)               |                       | Recorde africano                      | Recorde africano (African) |                                           | Q | Classificado por posição (Qualified) |
| Recorde olímpico     | Recorde olímpico (Olympic record)            | Recorde da América    | Recorde da América (Americas)         | q                          | Classificado por melhor tempo (Qualified) |   |                                      |
| Melhor marca do ano  | Melhor marca do ano (World leading)          | Recorde asiático      | Recorde asiático (Asian)              | DNS                        | Não largou (Did not start)                |   |                                      |
| Recorde nacional     | Recorde nacional (National record)           | Recorde europeu       | Recorde europeu (European)            | DNF                        | Não terminou (Did not finish)             |   |                                      |
| Recorde pessoal      | Recorde pessoal do atleta (Personal best)    | Recorde da Oceania    | Recorde da Oceania (Oceania)          | DSQ / DQ                   | Desclassificado (Disqualified)            |   |                                      |
| Recorde da temporada | Recorde da temporada do atleta (Season best) | Recorde sul-americano | Recorde sul-americano (South America) | NM                         | Sem marca (No mark)                       |   |                                      |